# دهستان دهتل
دِهتَل  دهستانی از توابع  بخش مرکزی شهرستان بستک در غرب استان هرمزگان در جنوب ایران واقع شده‌است. این دهستان  در ۵۵ کیلومتری شمال شرقی شهر بستک مرکز شهرستان واقع می‌باشد. همچنین «ده تَل» یا «ده طَل» نیز نوشته می‌شود. تل به معنی تپه، و طَل به معنی شبنم یا رطوبت است. 

## محدودهٔ دهتل
از شمال رودخانه شور گوده، از جنوب کوه، از شرق به روستای لرد بستو، و از سمت مغرب به روستای بامستان  محدود می‌گردد.

## جمعیت
جمعیت دهستان دهتل طبق سرشماری عمومی نفوس و مسکن در سال ۱۳۸۵، برابر با ۱۷۲۶ نفر بوده‌است. که از اهل سنت و از شاخه شافعی هستند یعنی از پیروان محمد ادریس شافعی می‌باشند و به زبان اچمی تکلم می‌کنند.
ودارای دبستان، مدرسه راهنمائی، دبیرستان شبانه‌روزی دخترانه، دبیرستان پسرانه، برق و لوله‌کشی آب است. ٨ باب مسجد با بنای بسیار زیبا، ۱۰ باب آب‌انبار برکه، ۸۰۰۰ اصله نخل دیم، ۷ دستگاه پمپ آب و ۳۲۰۰۰ کیلوگرم زمین زیر کشت دارد. دارای ۲ سد که هنگام بارندگی پر از آب باران می‌شود و در جنوب شرقی روستا قرار دارد؛ و نیز دارای یک ورزشگاه ودو باب زمین فوتبال است. روستای ده تل مرکز دهستان بوده و روستاهای: ایلود، برکه لاری، چاه دزدان، بامستان، سید احمدی، کنچی، رودبار و انجیردان از توابع این دهستان است. مرکز بهداشتی درمانی آن ۶ خانه بهداشت زیر پوشش دارد. سوابق این مرکز بهداشتی درمانی به حدود ۳۵ تا ۴۰ سال می‌رسد.

## پیشینهٔ تاریخی و باستانی دهتل
دهتل که تا پیش‌از این، به‌عنوان یکی از مهم‌ترین محوطه‌های سنگ‌نگاره‌ای ایران شناخته می‌شد، اینک قدیمی‌ترین سکونت‌گاه شناسایی شده‌ی بشری در سواحل و پس‌کرانه‌های شمال خلیج فارس است. آخرین نتایج پژوهشی درخصوص یافته‌های باستان‌شناختی دهتل بستک در مجله‌ی مطالعات باستان‌شناسی پارسه پژوهشگاه میراث فرهنگی و گردشگری منتشر شد. این پژوهش که با همکاری کارشناسان موزه ملی ایران و اداره کل میراث فرهنگی استان هرمزگان انجام شده است، بیانگر قدیمی‌ترین سکونت‌گاه شناسایی شده در سواحل و پس‌کرانه‌های شمالی خلیج فارس با فرهنگ تراشه‌های بزرگ آشولی پارینه‌سنگی قدیم می‌باشد.
مطالعه در سیر وقایع و گذشته دهتل حکایت از وجود مردمانی فرهیخته با سابقه‌ای درخشان دارد که نشان دهنده غنای فرهنگی با پیشینهٔ پربار مردم این سامان دارد به‌طوری‌که در گذشته نه چندان دور اقوام مختلفی مانند: اوزی‌ها، قشمی‌ها، کرمستجی‌ها، مینابی‌ها و عده‌ای از بندر خمیر در این روستا مشغول تجارت و داد و ستد در حرفه‌هایی همچون عبا بافی، گیوه سازی، زنبیل بافی، کنجد پزی، ارده سازی، کشاورزی و دامداری و دامپروری بوده‌اند، و به گواهی تاریخ به نقل از سالمندان در آن دوران جمعیت روستا بالغ بر ۴۵۰۰ نفر بوده‌است. اما به دلایلی چون زلزله و قحطی در منطقه مردم ناچار به مهاجرت گردیدند به‌طوری‌که جمعیت قابل توجهی از این روستا هم‌اکنون در بندرعباس و دیگر شهرها، و حتی در کشورهای عربی مخصوصاً کشورهای حاشیهٔ خلیج فارس نیز زندگی می‌کنند.
- مهندس جمیل موحد (مورخ) در کتاب: «بستک و خلیج فارس» می‌نویسد: دهتل شهر نسبتاً آبادی است که چندین هزار نفر جمعیت داشته و دارای مدرسه و کاروانسراهای بزرگ است.
- مصطفی خان بستکی متخلص به فایز بستکی، حکمران بستک و جهانگیریه در دیوان اشعار خود در سال ۱۲۵۹ در وصف دهتل چنین می‌سراید:

| نظرگاه خدا باشد دِهِ تل     |  | که جای اولیاء باشد دِهِ تل  |
| شعار دین و آیین طریقت     |  | سراسر برملا باشد دِهِ تل    |
| زیمن مرحمتهای حزین است    |  | که خاکش کیمیا باشد دِ هِ تل |
| چو باشد قطب عالم قدوه دین |  | زنورش پر ضیاء باشد دِهِ تل  |

شاعران بسیاری در وصف دهتل سروده‌اند تا جایی که تائب شاعر نامدار اوزی آنچنان مجذوب دهتل می‌شود که اکثر عمر خود را در این روستا به سر می‌برد.
ابراهیم منصفی شاعر و هنرمند عزیز خطه هرمزگان نیز چندین سال در دیار دهتل به شغل معلمی مشغول بوده و پس از آن نیز به ایلود از توابع دهتل رفته و در آنجا زندگی تشکیل داده و تا آخر عمر در همین مکان سکنی می‌گزیند.

## محوطهٔ پارینه‌سنگی دهتل
دهتل نام یک محوطهٔ باستان‌شناسی مربوط به دوران پارینه‌سنگی قدیم است که در شهرستان بستک، استان هرمزگان و در نزدیکی خلیج فارس قرار دارد. این محوطه یکی از شاخص‌ترین مکان‌های شناخته‌شده برای مطالعهٔ فرهنگ آشولی در فلات ایران به‌شمار می‌رود و شواهد مهمی دربارهٔ رفتار انسان‌ریخت‌های پلیستوسن میانه فراهم کرده‌است.

### کشف و بررسی‌ها
نخستین شناسایی این محوطه در اردیبهشت ۱۳۹۰ (۲۰۱۰ میلادی) انجام شد و در پی آن مجموعه‌ای گسترده از ابزارهای سنگی در محدودهٔ بین روستای دهتل و دامنه‌های شمالی کوه پرلاور شناسایی گردید. بررسی‌های تکمیلی در زمستان و بهار سال ۱۴۰۰ (۲۰۲۱ میلادی) با هدف ثبت دقیق‌تر آثار توسط سپهر زارعی و همکاران انجام گرفت.

### یافته‌های باستان‌شناسی
مجموعهٔ سنگی دهتل شامل تراشه‌های بزرگ، سنگ‌مادرهای عظیم (Giant Cores) و ابزارهای برندهٔ بزرگ (LCT) از جمله تبرهای دستی، شکافنده‌ها و خراشنده‌های عظیم است. این ابزارها اغلب از ماسه‌سنگ و سنگ آهک فسیل‌دار محلی ساخته شده‌اند و ساخت آن‌ها به‌صورت درجا (in situ) و در نزدیکی منابع سنگ صورت گرفته‌است. برخی از نمونه‌ها دارای دو لایهٔ پتینه (با منشأ دورهٔ هولوسن و دورهٔ آشولی) هستند که استفادهٔ مجدد فرهنگی را نشان می‌دهد.

### اهمیت فرهنگی
ابزارهای یافت‌شده در دهتل از نظر فنّاوری با دیگر محوطه‌های آشولی در شبه‌جزیره عربستان، هند و جنوب غرب آسیا قابل مقایسه‌اند. این شباهت‌ها احتمال ارتباط فرهنگی یا مهاجرتی میان انسان‌ریخت‌های پلیستوسن را تقویت می‌کند. استفاده از تراشه‌های بزرگ (>۱۰ سانتی‌متر) برای ساخت ابزارهای دوطرفه در دهتل همان الگویی است که در محوطه‌هایی مانند سفاقة در عربستان دیده می‌شود.

### نتیجه‌گیری
محوطهٔ دهتل نمایانگر گسترش فرهنگ آشولی به مناطق کمترشناخته‌شدهٔ فلات ایران است. موقعیت آن در نزدیکی منابع سنگ خام و آب شیرین (چشمه‌ها و رودهای فصلی) عامل مهمی در جذب گروه‌های انسانی بوده‌است. مجموعهٔ ابزارهای این محوطه گواهی بر استمرار فناوری تولید تراشه‌های بزرگ در دورهٔ پلیستوسن میانه است و نقش مهمی در شناخت تنوع رفتاری انسان‌ریخت‌های این دوره دارد.

## مشاهیر
- سید عبدالله حسینی
- احمدنور عبدي
- شهید فخرالدین فلک نازی

## آثار تاریخی و جاذبه‌های گردشگری
آثار تاریخی و جاذبه‌های گردشگری  گوناگونی در این منطقه وجود دارد که شامل: دمون زار (گورستان وسیع گبرها   )، سنگ نگاره های باستانی با قدمتی بیش از ۹۰۰۰ سال، قلعه کهنه، سد زیبای خَشُوَه، قناتهای آب شیرین از سید احمدی  تا  لرد بستو، طبیعت و نخلستان و دشت‌های بسیار وسیع در شمال روستا، برکه‌های ساروجی    با سابقه بالای یک قرن، آرامگاه‌های شخصیت‌ها و امامزاده‌ها از جمله زاهد دانیال .

## فهرست منابع و مآخذ
1. Zarei, S. (2022). Giant Cores and Large Flake Production at Dehtal: An Acheulean Site in the Northern Hinterland of Persian Gulf, Iran. Journal of Iran National Museum, Vol. 3, Nos. 1 & 2, pp. 6–18.
2. Biglari, F. et al. (2023). Dehtal, Evidence of the Large Flake Acheulean at the North of the Persian Gulf, Iran. Parseh Journal of Archaeological Studies, 7(24): 7–24.
3. Sharon, G. (2010). Large Flake Acheulian. Quaternary International, 223–224: 226–233.
4. Groucutt, H. & Petraglia, M. (2012). The Prehistory of the Arabian Peninsula: Deserts, Dispersals, and Demography. Evolutionary Anthropology, 21: 113–125.

- محمدیان، کوخردی، محمد.  «شهرستان بستک و بخش کوخرد»  ج۱. چاپ اول، دبی: سال انتشار ۲۰۰۵ میلادی.
- عباسی، قلی، مصطفی،  «بستک وجهانگیریه»، چاپ اول، تهران : ناشر: شرکت انتشارات جهان معاصر، سال ۱۳۷۲ خورشیدی.
- سلامی، بستکی، احمد.  (بستک در گذرگاه تاریخ)  ج۲ چاپ اول، ۱۳۷۲ خورشیدی.
- بالود، محمد.  (فرهنگ عامه در منطقه بستک)  ناشر همسایه، چاپ زیتون، انتشار سال ۱۳۸۴ خورشیدی.
- بنی عباسیان، بستکی، محمد اعظم،  «تاریخ جهانگیریه»  چاپ تهران، سال ۱۳۳۹ خورشیدی.
- الکوخردی، محمد، بن یوسف، (کُوخِرد حَاضِرَة اِسلامِیةَ عَلی ضِفافِ نَهر مِهران Kookherd, an Islamic District on the bank of Mehran River) الطبعة الثالثة، دبی: سنة ۱۹۹۷ للمیلاد.
- بختیاری، سعید،،  «اتواطلس ایران» ، “ مؤسسه جغرافیایی وکارتگرافی گیتاشناسی، بهار ۱۳۸۴ خورشیدی.
- نگاره‌ها از: محمد محمدیان.
- محمد، صدیق    «تارخ فارس»   صفحه‌های (۵۰  ـ  ۵۱  ـ ۵۲  ـ ۵۳)، چاپ سال ۱۹۹۳ میلادی.
- محمدیان، کوخری، محمد، “ (به یاد کوخرد) “، ج۱. ج۲. چاپ اول، دبی: سال انتشار ۲۰۰۳ میلادی.
- اطلس گیتاشناسی استان‌های ایران [Atlas Gitashenasi Ostanhai Iran] (Gitashenasi Province Atlas of Iran)